# Gerontología

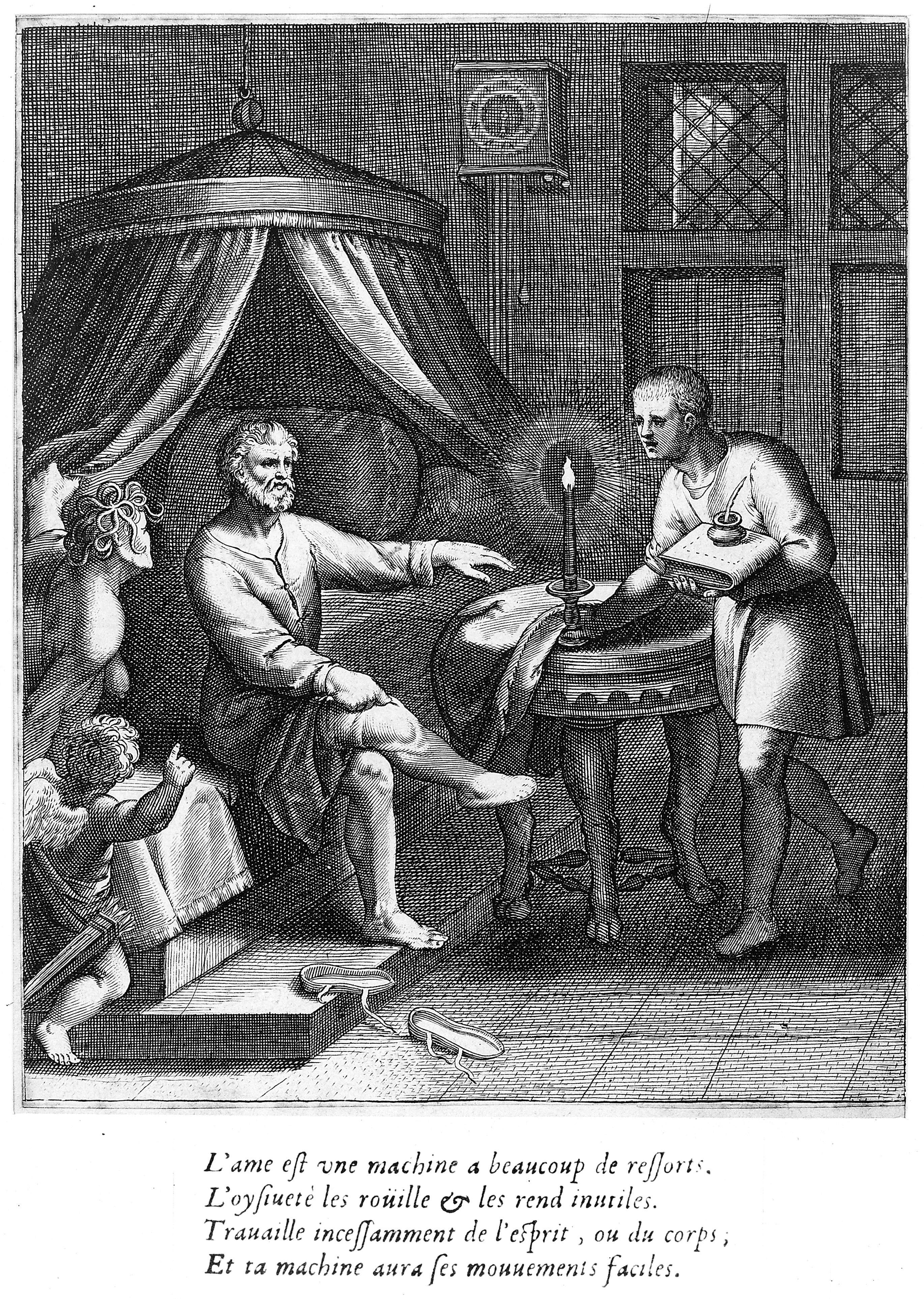
Diuturna quies vitiis Alimentum (1641), de Wenceslaus Hollar.

La gerontología (del griego Geron, que significa ‘anciano’, Onto, ‘ser‘, y Logos, ‘estudio’) es la ciencia de la vejez y el envejecimiento dedicada a la comprensión, prevención, diagnóstico, pronóstico, tratamiento, cuidado y atención de los cambios que ocurren en los seres humanos a lo largo de toda su vida, especialmente en las últimas etapas. Esta disciplina aborda los aspectos biológicos, psicológicos, sociales, económicos y culturales del envejecimiento, tanto a nivel individual como poblacional. 
Al profesional de la salud capacitado para aplicar estos conocimientos técnicos en la promoción de un envejecimiento saludable y en el abordaje de los problemas asociados al proceso de envejecimiento se le conoce como gerontólogo. Los gerontólogos pueden trabajar en hospitales, instituciones de salud, tanto públicas como privadas, atención domiciliaria, así como en investigación, docencia o en la elaboración de políticas públicas. A pesar de estar relacionada, la geriatría es una especialidad médica distinta, dedicada específicamente al tratamiento de enfermedades en personas mayores.
Al igual que otras ciencias médicas, la gerontología se ha desarrollado a partir de una combinación de prácticas empíricas y avances científicos. Tradicionalmente, el cuidado de las personas mayores se basaba en enfoques comunitarios y familiares, pero con el aumento de la esperanza de vida y los cambios en las estructuras sociales, la gerontología ha cobrado importancia como una disciplina científica moderna. Por ejemplo, la biogerontología se enfoca en los procesos biológicos del envejecimiento, mientras que la  psicogerontología estudia los aspectos psicológicos y emocionales de la vejez.
En los últimos años, el envejecimiento de la población ha suscitado un interés creciente en el estudio de la gerontología, no solo por los desafíos que presenta para los sistemas de salud, sino también por la necesidad de desarrollar estrategias que promuevan el bienestar y la autonomía de las personas mayores. Además, el aislamiento social que experimentan muchos adultos mayores en la actualidad ha impulsado la creación de programas y políticas que abordan su integración social y económica.
Un concepto tradicional vinculado a la gerontología es la gerontocomía, que se refiere al arte de cuidar a las personas mayores, prestando atención a su higiene, limpieza y bienestar general para prevenir enfermedades. Este enfoque refleja la atención cuidadosa y afectuosa que se ha practicado históricamente hacia los viejos, y sigue siendo relevante en la actualidad en los cuidados de larga duración para este grupo etario.

## Historia

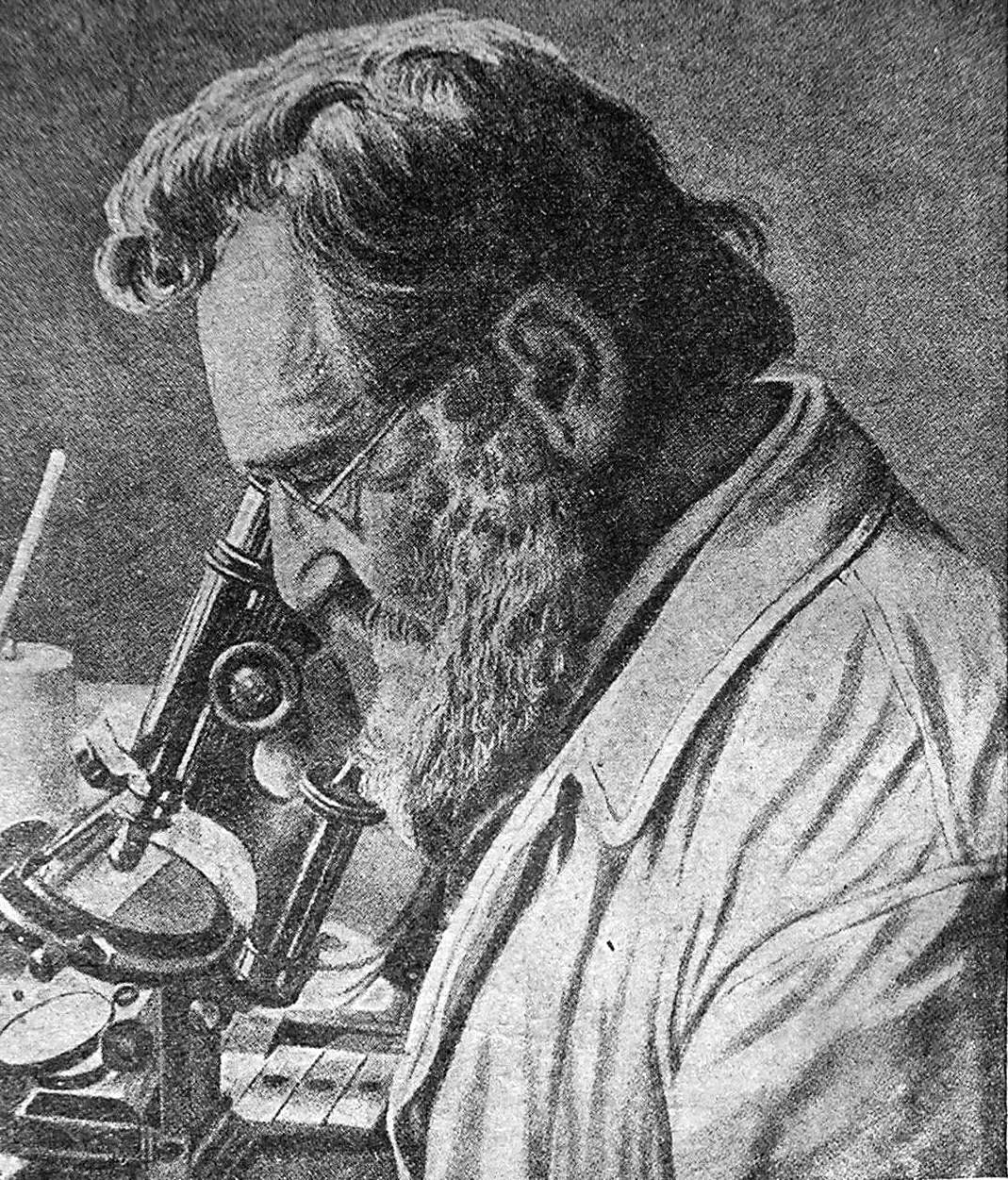
Iliá Méchnikov, considerado el padre de la gerontología. Ya que acuñó el término para referirse al estudio del envejecimiento y la longevidad.

La gerontología, como disciplina científica, ha evolucionado a lo largo de los siglos, enfocándose en el estudio del envejecimiento y sus múltiples dimensiones. Aunque el interés por la vejez y el cuidado de las personas mayores ha existido desde tiempos antiguos, la gerontología como campo académico comenzó a tomar forma a finales del siglo XIX y principios del siglo XX. En 1903, el biólogo ruso Iliá Ilich Méchnikov definió la gerontología como “una ciencia para el estudio del envejecimiento”, sentando las bases para su formalización como disciplina científica.
A lo largo del siglo XX, la gerontología fue ganando reconocimiento como una ciencia interdisciplinaria que abarca aspectos biológicos, psicológicos, sociales y culturales del envejecimiento. Este período también fue testigo del surgimiento de investigaciones sobre la longevidad y la calidad de vida en la vejez, influenciadas por avances en la medicina y la psicología. En este contexto, la biogerontología se estableció como una rama dedicada al estudio de los procesos biológicos del envejecimiento, buscando comprender las causas y mecanismos que afectan la salud de las personas mayores.
En la década de 1960, el envejecimiento de la población y el aumento de la esperanza de vida impulsaron un interés renovado en la gerontología. Se llevaron a cabo investigaciones sobre los efectos del envejecimiento en la salud física y mental, así como sobre las necesidades sociales y económicas de las personas mayores. Durante este tiempo, la psicogerontología emergió como un campo especializado que aborda las dimensiones psicológicas del envejecimiento, buscando mejorar el bienestar emocional y la calidad de vida de las personas mayores.
Desde finales del siglo XX y hasta la actualidad, la gerontología ha seguido expandiéndose y diversificándose, incorporando enfoques desde la medicina paliativa, neuropsicología, tanatología y otras disciplinas. La creciente población de personas mayores ha llevado a un aumento en la demanda de servicios gerontológicos y ha resaltado la importancia de políticas públicas que aborden las necesidades de este grupo etario. Actualmente, la gerontología no solo se centra en el estudio del envejecimiento, sino que también se dedica a promover un envejecimiento saludable y activo, buscando mejorar la calidad de vida y la autonomía de las personas mayores en todo el mundo.

## Practica de la gerontología

### Agentes en el proceso gerontológico
La gerontología, no es solo un conjunto de conocimientos teórico-prácticos, sino una disciplina cuyo fundamento ideal se basa en un enfoque integral de las siguientes partes: 
- El gerontólogo, como agente activo en el proceso sanitario y de promoción a un envejecimiento saludable.
- La persona mayor, como sujeto que recibe la atención, en una posición pasiva, por ello se denomina "paciente".
- El proceso de envejecimiento, que es el foco central y el nexo de la relación entre el gerontó-paciente.

La práctica de la gerontología, encarnada en el gerontólogo, combina tanto el conocimiento clínico como la habilidad de aplicar técnicas y estrategias para mejorar la calidad de vida de las personas mayores. Dentro de este marco, la relación gerontólogo-paciente puede incluir la colaboración con otros profesionales de la salud (como médicos geriatras, gerontokinesiologo, enfermeros, psicólogos entre otros) que también participan en el cuidado de los adultos mayores.

### Relación gerontólogo-paciente
La relación entre el gerontólogo y la persona mayor juega un papel esencial en la práctica gerontológica. Es fundamental para ofrecer una atención holística de alta calidad, que no solo se centre en el aspecto biológico del envejecimiento, sino también en los aspectos psicológicos, sociales y emocionales.
Este vínculo es clave para evaluar de manera adecuada las necesidades físicas, mentales y sociales de la persona mayor, respetando siempre su autonomía y dignidad. En muchos casos, el gerontólogo también actúa como mediador entre la persona mayor y sus familiares o cuidadores, fomentando la participación activa en el proceso de toma de decisiones relacionadas con su salud y bienestar.
En términos de ética, la relación gerontólogo-paciente se fundamenta en principios como la dignidad, la autonomía y el respeto a la privacidad, aspectos que son enseñados desde las primeras etapas de la formación académica de los gerontólogos. El enfoque ético es crucial, especialmente cuando se trata de temas relacionados con la vulnerabilidad, la dependencia y los derechos de las personas mayores.

## Especialidades y subdisciplinas gerontológicas
- Biogerontología
- Cardiogerontología
- Endocrinogerontología
- Farmacogerontología
- Ginecogerontología
- Gerontología Clínica
- Gerontología Ocupacional
- Gerontología Social
- Gerontología Ambiental
- Gerontokinesiologia
- Inmunogerontología
- Neurogerontología
- Oncogerontología
- Psicogerontología

## Formación
La formación depende del país en donde se viva; como regla general se obtiene primero el título de gerontología (4 años o 5 años) y posteriormente se puede realizar una especialidad gerontológica.  Por lo tanto la formación de un gerontólogo puede ser  de 8 y 12 años de estudio y formación, como es el caso del gerontokinesiologo, hasta 9 años.